# Digonogastra affinis
Digonogastra affinis är en stekelart som först beskrevs av Brulle 1846.  Digonogastra affinis ingår i släktet Digonogastra och familjen bracksteklar. Inga underarter finns listade i Catalogue of Life.